# Essex West and Hertfordshire East (circonscription du Parlement européen)
Essex West and Hertfordshire East était de 1994 à 1999, une circonscription du Parlement européen situé au Royaume-Uni.
Avant l’adoption uniforme de la représentation proportionnelle en 1999, le Royaume-Uni utilisait le système uninominal à un tour pour les élections européennes en Angleterre, en Écosse et au pays de Galles. Les conscriptions du Parlement européen utilisées dans ce système étaient plus petites que les circonscriptions régionales les plus récentes et ne comptaient chacune qu'un seul membre au Parlement européen.
Créé en 1994 à partir de parties du Hertfordshire et de l'Essex South West , il a été aboli en 1999 lors de l'adoption de la représentation proportionnelle pour les élections européennes au Royaume-Uni. Il a été remplacé par la circonscription de l'Angleterre de l'Est.

## Limites
De 1984 à 1994, il se composait des circonscriptions du Parlement de Westminster de Brentwood and Ongar, Broxbourne, Chelmsford, Epping Forest, Harlow, Hertford and Stortford et Stevenage. Broxbourne, Hertford and Stortford et Stevenage faisaient auparavant partie de la circonscription du Hertfordshire, tandis que Brentwood and Ongar, Chelmsford, Epping Forest et Harlow faisaient partie de l' Essex South West.
L'ensemble de la région est devenu une partie de la circonscription de l'Angleterre de l'Est en 1999.

## Membre du Parlement européen
| Élection                                                    | Élection | Membre                                                                   | Parti                                                                    |
| ----------------------------------------------------------- | -------- | ------------------------------------------------------------------------ | ------------------------------------------------------------------------ |
| partie du Hertfordshire et de l'Essex South West avant 1994 |          |                                                                          |                                                                          |
|                                                             | 1994     | Hugh Kerr                                                                | Travailliste                                                             |
|                                                             | 1998     | Hugh Kerr                                                                | Scottish Socialist Party                                                 |
| 1999                                                        | 1999     | circonscription abolie, partie de l'Angleterre de l'Est à partir de 1999 | circonscription abolie, partie de l'Angleterre de l'Est à partir de 1999 |

## Résultats des élections
Les candidats élus sont indiqués en gras.
| Parti         | Parti                                  | Candidat                    | Voix    | %    | ± |
| ------------- | -------------------------------------- | --------------------------- | ------- | ---- | - |
|               | Travailliste                           | Hugh Kerr                   | 66,379  | 36,2 | ' |
|               | Conservateur                           | Patricia Elizabeth Rawlings | 63,312  | 34,5 |   |
|               | Libéral Démocrate                      | Georgina James              | 35,695  | 19,5 |   |
|               | Green                                  | Felicity Mawson             | 10,277  | 5,6  |   |
|               | Independent For a Sovereign Britain    | Bryan Smalley               | 5,632   | 3,1  |   |
|               | Independent Sportsman                  | Peter Carter                | 1,127   | 0,6  |   |
|               | Natural Law                            | Leslie Davis                | 1,026   | 0,6  |   |
| Majorité      | Majorité                               | Majorité                    | 3,067   | 1,7  |   |
| Participation | Participation                          | Participation               | 183,448 | 36,4 |   |
|               | Travailliste vainqueur (nouveau siège) |                             |         |      |   |